# Prix moyen pondéré en fonction du volume
En finance, le prix moyen pondéré en fonction du volume (en anglais : Volume-weighted average price, VWAP) est le rapport de la valeur d'un titre ou d'un actif financier négocié au volume total des transactions au cours d'une séance de bourse. Il s'agit d'une mesure du prix de négociation moyen pour la période.
En règle générale, l'indicateur est calculé pour une période d'un jour, mais il peut être mesuré entre deux moments quelconques.
La première exécution basée sur le VWAP a eu lieu en 1984 pour la Ford Motor Company par James Elkins, alors trader en chef chez Abel Noser.

## Formule
Le VWAP est calculé à l'aide de la formule suivante :
{\displaystyle P_{\mathrm {VWAP} }={\frac {\sum _{j}{P_{j}\cdot Q_{j}}}{\sum _{j}{Q_{j}}}}\,}
où:
{\displaystyle P_{\mathrm {VWAP} }} est le prix moyen pondéré par le volume ;
{\displaystyle P_{j}} est le prix du négoce {\displaystyle j} ;
{\displaystyle Q_{j}} est la quantité du négoce {\displaystyle j} ;
{\displaystyle j} est chaque transaction individuelle qui a lieu au cours de la période de temps définie, à l'exclusion des transactions croisées et des transactions croisées sur panier.

## Utilisation du VWAP
Le VWAP peut être utilisé de la même manière que les moyennes mobiles, où les prix supérieurs au VWAP reflètent un sentiment haussier et les prix inférieurs au VWAP reflètent un sentiment baissier. Les traders peuvent initier des positions courtes lorsque le cours de l'action passe en dessous du VWAP pendant une période donnée ou initier une position longue lorsque le prix passe au-dessus du VWAP.
Les acheteurs institutionnels et les algorithmes utiliseront souvent le VWAP pour planifier les entrées et initier des positions plus importantes sans perturber le cours de l'action.
Le glissement VWAP est la performance d'un courtier, et de nombreuses entreprises côté achat utilisent désormais une roue Mifid[Quoi ?] pour diriger leur flux vers le meilleur courtier.